# Diritti LGBT in Serbia
I diritti delle persone LGBT (lesbiche, gay, bisessuali e transgender) in Serbia sono differenti rispetto a quelli per le persone eterosessuali. L'attività sessuale maschile e femminile con persone dello stesso sesso è legale in Serbia dal 1994. 
Le coppie dello stesso sesso non hanno diritto alle stesse protezioni legali disponibili per le coppie eterosessuali. La discriminazione in base all'orientamento sessuale è vietata dal 2009.
Nel giugno 2017 Ana Brnabić è diventata il Primo ministro della Serbia conseguendo il primato sia di prima donna che di prima persona omosessuale a ricoprire tale ruolo nel paese.

## Storia del diritto penale serbo

### Prima rivolta serba (1804-1813)
Durante il periodo del dominio ottomano sulla Serbia l'omosessualità era normata dal divieto religioso islamico. 
I primi anni del diciannovesimo secolo furono caratterizzati da un periodo di turbolenze relative alla Serbia, con periodi di stabilità sporadici, fin quando, nel 1804, la Serbia acquisì l'autonomia dall'Impero Ottomano dopo due rivolte. 
Successivamente venne proclamato il codice penale di Karađorđe (Карађорђев криминални законик) alla fine della primavera del 1807, e rimase in vigore fino al 7 ottobre 1813, quando l'Impero Ottomano riconquistò il controllo della Serbia. 
Il codice in questione penalizzava alcune questioni legate alla vita coniugale e alla sessualità (come il matrimonio forzato, lo stupro, la separazione / il divorzio senza l'approvazione di un tribunale religioso e l'infanticidio). 
Non menzionava tuttavia l'attività sessuale tra individui dello stesso sesso, così l'omosessualità divenne effettivamente legale per quei sei anni.

### Principato di Serbia
Nel 1858, l'impero ottomano, di cui la Serbia era nominalmente un vassallo, legalizzò il rapporto sessuale tra individui dello stesso sesso.
Tuttavia, le riforme progressiste introdotte dal principe Alexander Karađorđević e dal principe Mihailo Obrenović III di Serbia sono state annullate quando Miloš Obrenović I di Serbia tornò al potere. 
Nel primo codice penale post-medievale del Principato di Serbia, denominato "Kaznitelni zakon" (legge delle sanzioni), adottato nel 1860, il rapporto sessuale "contro l'ordine della natura" tra i maschi divenne punibile da 6 mesi a 4 anni di reclusione. Come in diversi altri paesi dell'epoca i rapporti omosessuali femminili sono rimasti esclusi dal codice penale.

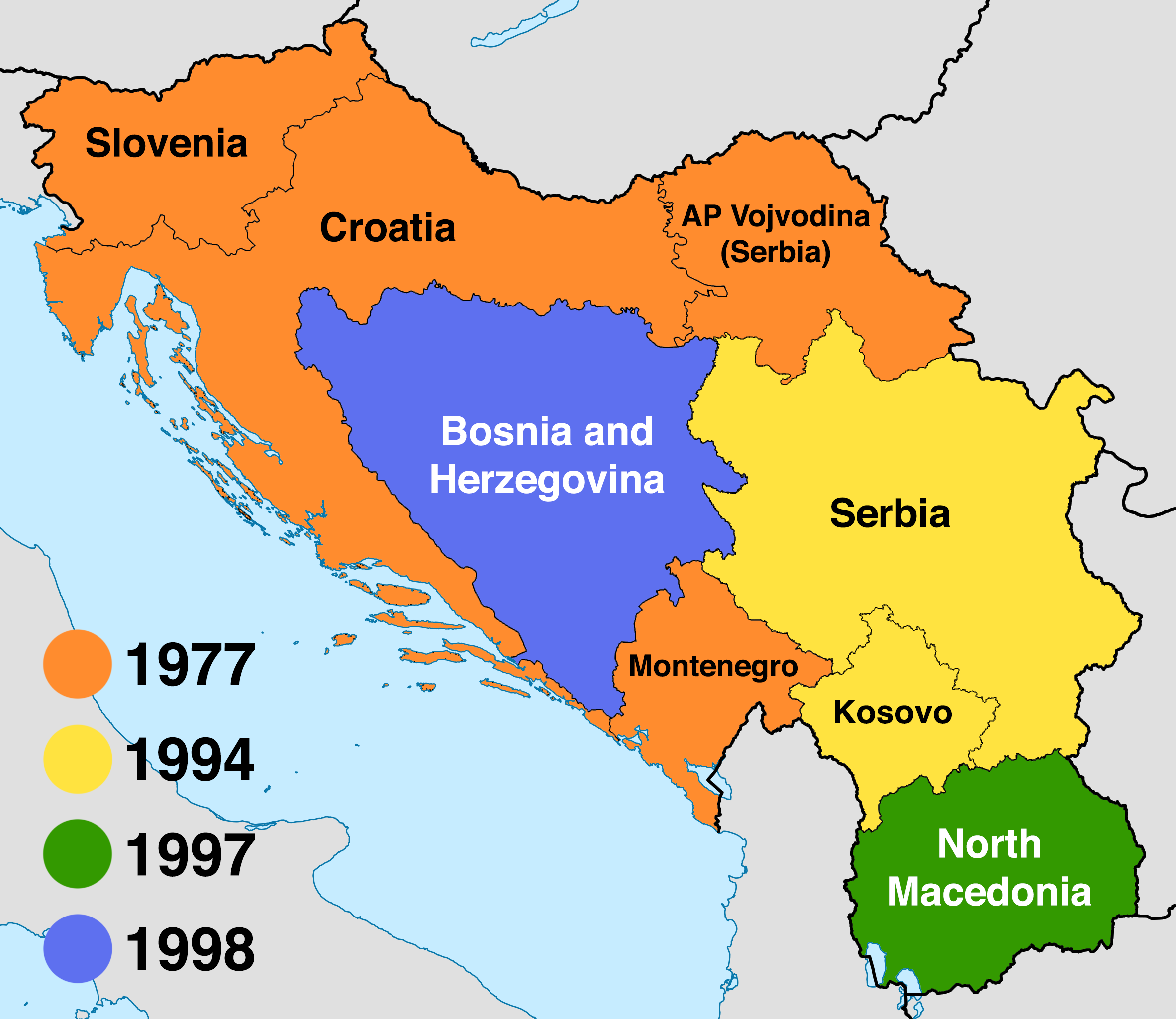
Gli anni della depenalizzazione dell'omosessualità nei relativi stati della federazione Jugoslavia

### Nella federazione Jugoslavia
Nel 1918 la Serbia diventò parte del Regno di Jugoslavia. In un primo momento il nuovo stato ha ereditato le diverse leggi applicate ai diversi territori che si sono uniti (spesso in conflitto tra loro). 
Nel 1929 il codice penale jugoslavo venne uniformato vietando "l'ingiustizia contro l'ordine della natura" (rapporto anale) tra gli esseri umani (eterosessuali o omosessuali). 
Dopo la caduta della monarchia e la nascita della Repubblica Socialista Federale di Jugoslavia il reato è stato cambiato nel 1959 per applicarsi solo ai rapporti anali omosessuali; ma con la pena massima ridotta da 2 a 1 anno di reclusione.

#### Nella provincia autonoma di Voivodina
Nel 1977 i rapporti sessuali tra gli individui dello stesso sesso furono legalizzati nella provincia autonoma di Voivodina (a nord del paese), mentre la criminalizzazione dei rapporti omosessuali nella restante parte della Repubblica Socialista di Serbia rimase invariata. 
Nel 1990 la provincia di Voivodina fu reincorporata nel sistema giuridico della Serbia e di conseguenza l'omosessualità maschile venne nuovamente recriminalizzata.

### Dopo il crollo della Jugoslavia
Nel 1994, dopo il crollo della Jugoslavia, i rapporti sessuali tra due individui dello stesso sesso furono ufficialmente decriminalizzati in tutta la Repubblica di Serbia.

## Ordinamento legislativo serbo

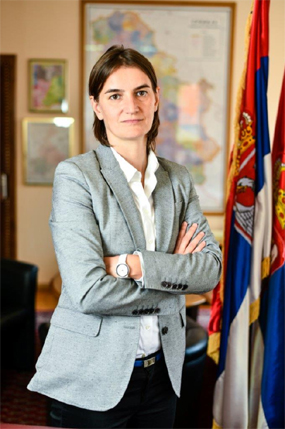
Ana Brnabić (la prima premier lesbica della Serbia)

### Matrimonio egualitario
Sebbene precedentemente le coppie dello stesso sesso non sono mai state riconosciute dalla legge, la nuova Costituzione serba, adottata nel novembre 2006, definisce esplicitamente il matrimonio come "tra un uomo e una donna" (articolo 62). Tuttavia, le altre forme di riconoscimento, come le unioni civili, non sono né menzionate, né proibite.

### Protezione dalle discriminazioni
Fino al 2002 la Serbia non aveva alcuna protezione mirata per le persone LGBT.
Nel 2002 l'assemblea nazionale del paese ha approvato la legge sull'emittenza radiotelevisiva per vietare alle agenzie di telecomunicazioni la diffusione di informazioni che incoraggino la discriminazione, l'odio e la violenza basata sull'orientamento sessuale.
Nel 2005, con una modifica della legge del lavoro, è stata vietata la discriminazione basata sull'orientamento sessuale nel lavoro e, sempre nello stesso anno, il parlamento ha approvato la legge sull'istruzione superiore che garantisce pari diritti indipendentemente dall'orientamento sessuale in queste istituzioni.

Il 26 marzo 2009 il parlamento ha approvato una legge anti-discriminazione unificata, la quale vieta, tra le altre cose, discriminazioni sulla base dell'orientamento sessuale e dello status transgender in ogni i settore. Questa legge vieta anche i discorsi d'odio a scopo discriminatorio.

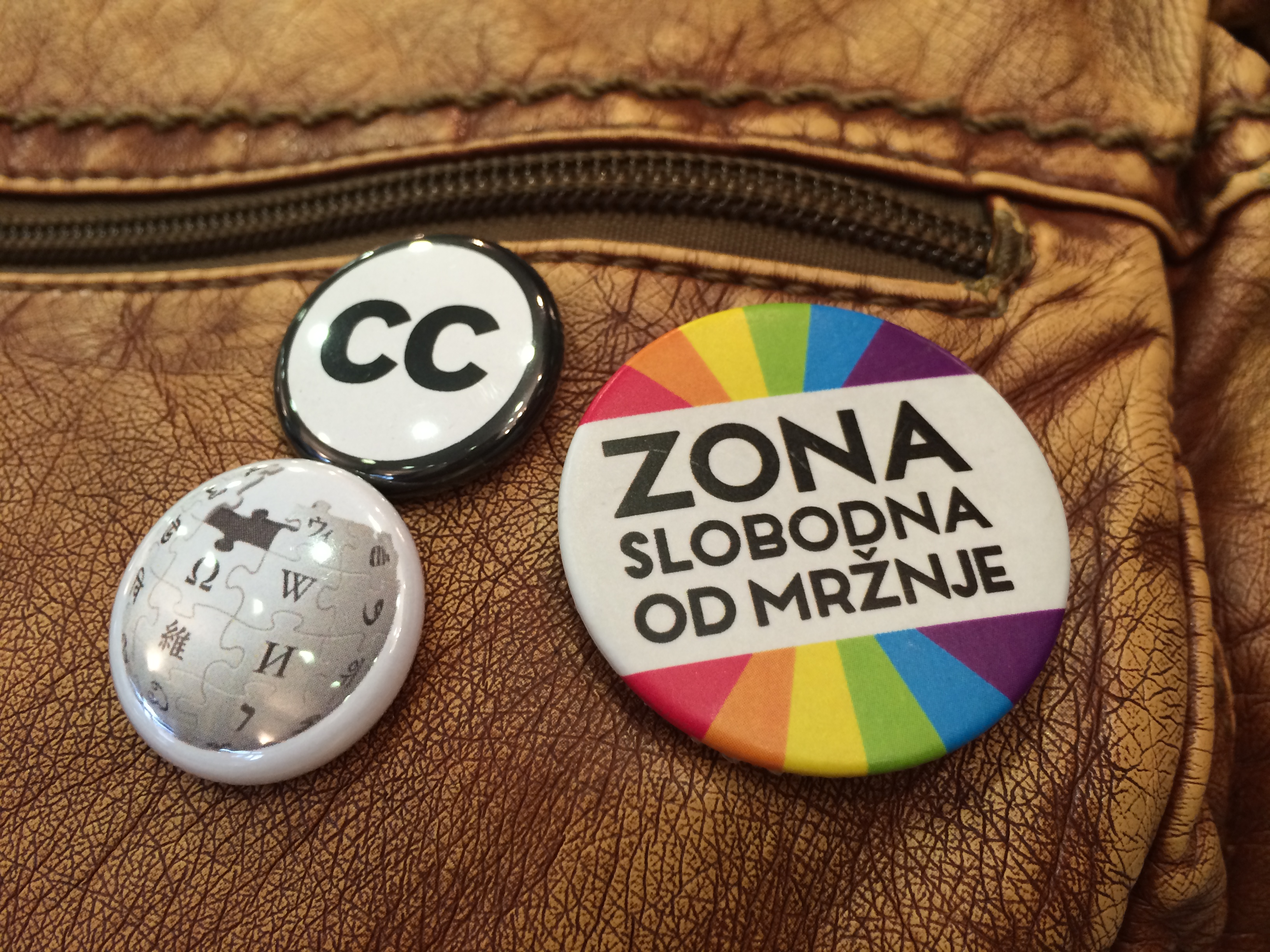
Sulla spilla arcobaleno c'è scritto "zona slobodna od mržnje" ("zona libera dall'odio" in lingua Serba)

### Servizio militare
Nel 2010 l'esercito serbo ha permesso che gli uomini e le donne gay e bisessuali possano servire apertamente nell'esercito.

### Transessualità
In Serbia le persone hanno il permesso di cambiare nominalmente il proprio sesso (dopo l'operazione).

## Opinione pubblica
Una ricerca del 2012 a carico del Commissario per la protezione dell'uguaglianza ha mostrato che il 48% dei serbi crede che l'omosessualità sia una malattia.

## Tabella riassuntiva
| Attività e relazioni sessuali legali                                                                          | (dal 1994; Voivodina dal 1977 al 1990)       |
| Parità dell'età di consenso                                                                                   | (dal 2006)                                   |
| Leggi anti-discriminazione sul lavoro                                                                         | (dal 2005)                                   |
| Leggi anti-discriminazione nella fornitura di beni e servizi                                                  | (dal 2009)                                   |
| Leggi anti-discriminazione in tutti gli altri settori (inclusa discriminazione diretta ed espressioni d'odio) | (dal 2009)                                   |
| Unione civile                                                                                                 | (Proposto)                                   |
| Matrimonio egualitario                                                                                        | (incostituzionale dal 2006)                  |
| Adozioni per le coppie omosessuali                                                                            | No                                           |
| Autorizzazione a prestare servizio nelle forze armate                                                         | (dal 2005)                                   |
| Diritto di cambiare legalmente sesso                                                                          | (dal 2007)                                   |
| Accesso alla fecondazione in vitro per le coppie lesbiche                                                     | (Dal 2021)                                   |
| Surrogazione di maternità                                                                                     | (illegale anche per le coppie eterosessuali) |
| Permesso di donare il sangue                                                                                  | / (dopo 6 mesi dall'ultimo rapporto)         |